# Macrobrachium fluviale
Macrobrachium fluviale är en kräftdjursart som först beskrevs av Thomas Hale Streets 1871.  Macrobrachium fluviale ingår i släktet Macrobrachium och familjen Palaemonidae. Inga underarter finns listade i Catalogue of Life.